# José Félix Guerrero
José Félix Guerrero López (Portugalete, Vizcaya, España; 23 de agosto de 1975) es un exfutbolista español que jugaba como centrocampista y cuyo primer club fue el Bilbao Athletic de la Segunda División. 
Es hermano del también jugador y entrenador de fútbol Julen Guerrero.

## Trayectoria
Txefe se formó en la cantera del Athletic Club. Debutó en Segunda División con el Bilbao Athletic en la temporada 95/96. Para la siguiente temporada fue cedido a la SD Eibar, por entonces en Segunda División. Allí anotó 6 goles en 36 partidos.
Fue traspasado al Racing de Santander para la temporada 1997/98. En el equipo de Santander, en el que debutaría el 26 de octubre de 1997 ante el FC Barcelona en el Camp Nou, disputó 31 partidos en los que anotó un tanto. La Real Sociedad, aprovechando la no ejecución de la opción de recompra que tenía el Athletic Club sobre el jugador, pagó unos 400 millones de pesetas por el centrocampista. Allí no gozaría de la continuidad esperada debido a una lesión en el menisco interno de la rodilla derecha y a continuas molestias musculares achacadas a bloqueos en su columna. Permaneció en San Sebastián hasta finales de la campaña 2000/01. Para la temporada 2001/02 fue cedido a la SD Eibar por la Real Sociedad. En julio de 2002 fue cedido al Burgos CF por una campaña, pero finalmente decidió poner fin a su carrera como futbolista antes del inicio de la misma debido al descenso administrativo del club y a sus problemas físicos.
En octubre de 2002 fue confirmado como director deportivo de la SD Amorebieta. También, a comienzos de 2005, fichó por TeleBilbao para comentar los resúmenes de los partidos del Athletic Club.

## Selección nacional
Fue internacional en todas las categorías inferiores de la selección española. Sus principales logros como internacional fueron el subcampeonato de Europa sub-16 en 1992 y el título de campeón de Europa sub-21 logrado en 1998.

## Clubes
| Club                | País   | Año       |
| ------------------- | ------ | --------- |
| Bilbao Athletic     | España | 1995-1996 |
| SD Eibar            | España | 1996-1997 |
| Racing de Santander | España | 1997-1998 |
| Real Sociedad       | España | 1998-2001 |
| SD Eibar            | España | 2001-2002 |

## Palmarés
| Título          | Equipo | Sede    | Año  |
| --------------- | ------ | ------- | ---- |
| Eurocopa Sub-21 | España | Rumania | 1998 |